# Mimocalanus inflatus
Mimocalanus inflatus är en kräftdjursart som beskrevs av Davis 1949. Mimocalanus inflatus ingår i släktet Mimocalanus och familjen Spinocalanidae. Inga underarter finns listade i Catalogue of Life.